# Edel 4

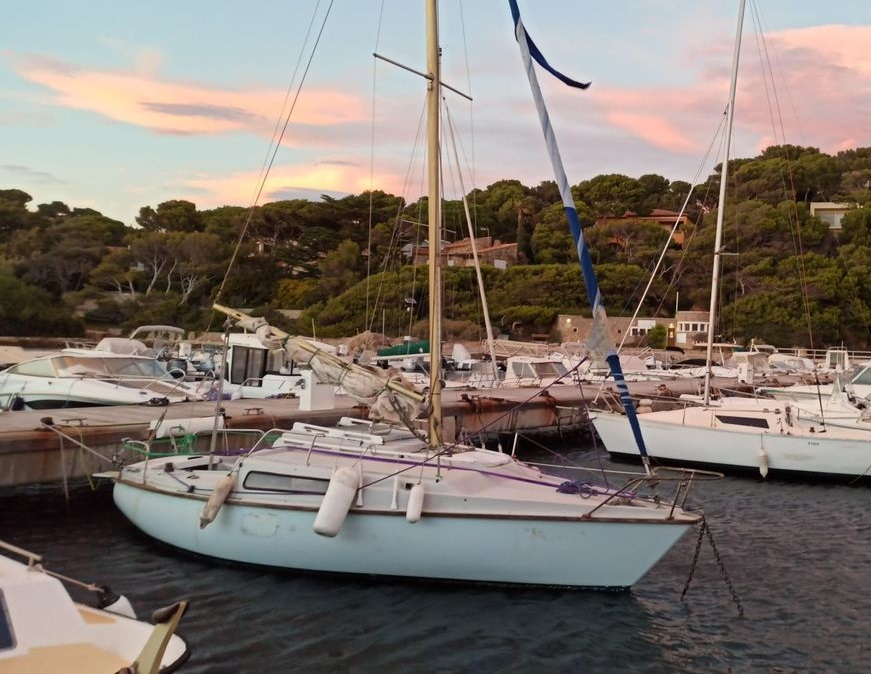
Canette - Edel IV de 1974, Port Auguier - Presqu'île de Giens

Pour les articles homonymes, voir Edel.
L'Edel 4 ou Edel IV est une classe de voilier construite à 800 exemplaires par les chantiers Edel de 1971 à 1979. Il est à la fois marin et habitable. Gréé en sloop, son maître-bau de 2,50 mètres, le rend transportable. Il était livré initialement sur une remorque deux essieux de marque Atlas. Ce voilier se distingue également par son déplacement réduit et une grande habitabilité. Il dispose de cinq couchettes (deux doubles, une cercueil), d'un coin cuisine avec table, d'un WC marin. C'est un bateau conçu pour une famille de deux adultes et trois enfants.
On trouve principalement la version dériveur avec laquelle on échoue facilement grâce aux béquilles. L’Edel IV est un voilier apprécié pour sa stabilité et sa sécurité, même dans des conditions de mer formée. Sa conception le rend adapté aux navigateurs recherchant un bateau sûr, bien qu'il soit moins performant par vents faibles en raison de sa surface mouillée importante. Il devient plus efficace dans des conditions de vent modéré. Doté de formes arrière portantes et d’un déplacement léger, il peut offrir de bonnes accélérations. La version dériveur, bien que plus polyvalente, présente une capacité réduite à remonter au vent et une moindre rigidité sous voile par rapport à la version quillard, malgré un poids similaire entre les deux modèles. Il dispose d’une coque en polyester intégrant un contre-moule complet à l’intérieur, ce qui garantit des emménagements propres et faciles à entretenir. Sa construction robuste a permis à de nombreux exemplaires de bien vieillir. Cependant, des problèmes de délamination des ponts et d’osmose peuvent survenir, en particulier sur les unités qui hivernent à flot, nécessitant une vigilance particulière lors de l’entretien.
L’Edel IV intègre des innovations remarquables, notamment un pavillon relevable avec vérins à gaz, un aménagement intérieur dissymétrique original. Le chantier a tenté de développer une version insubmersible de l’Edel IV en injectant de la mousse polyuréthane et en réduisant les espaces de rangement. Cependant, malgré ces adaptations, le bateau n’a pas réussi à satisfaire les tests nécessaires pour obtenir la classification "insubmersible".

## Historique
L'Edel IV apparaît en 1971. Conçut comme un voilier caravane, d'après les dires de son architecte, Maurice Edel. Il s'impose aussi comme coureur. Alain Zoonens décide de le modifier avec une quille à bulbe à la place de sa dérive d'origine, afin de courir la Coupe de France du Yacht Club de France 1973. Il remporte cette édition. C'est ainsi qu'est née la version quillard de l'Edel IV.

## Versions
Ce bateau a été fabriqué en trois versions : dériveur lesté, quillard et "compétition". Les deux versions classiques disposent d'un puits moteur et d'un gouvernail droit sur tableau arrière. La version compétition possède un aileron et gouvernail sous voûte ainsi qu'une chaise moteur coulissante sur le tableau arrière. La version dériveur lesté avec le temps peut avoir des ennuis avec le système de relevage.